# Crainhem (métro de Bruxelles)
 (août 2025).
Si vous disposez d'ouvrages ou d'articles de référence ou si vous connaissez des sites web de qualité traitant du thème abordé ici, merci de compléter l'article en donnant les références utiles à sa vérifiabilité et en les liant à la section « Notes et références ».
Pour la commune voisine, voir Crainhem.
Crainhem (en néerlandais : Kraainem) est une station de la ligne 1 du métro de Bruxelles située à Bruxelles, sur la commune de Woluwe-Saint-Lambert.

## Situation
La station se trouve à proximité de l'avenue de Wezembeek.
Elle est située entre les stations Alma et Stockel sur la ligne 1.

## Histoire
Cette station a été inaugurée en 1988, lors du prolongement de l'ancienne ligne 1B de Alma vers Stockel. Son nom a été décidé par le ministre fédéral belge des transports, Herman De Croo, bien qu’elle soit située à une petite centaine de mètres hors de la commune dont elle porte le nom. Toutefois, face à la sortie de la station, de l’autre côté de la voie, a été placé le panneau de signalisation marquant la frontière entre la Région de Bruxelles-Capitale et la province du Brabant flamand.

## Service aux voyageurs

### Accès
La station compte un unique accès équipé d'un ascenseur.

### Quais
La station est de conception classique avec deux voies encadrées par deux quais latéraux.

### Intermodalité
La station est desservie par les lignes 76, 77 et 79 des autobus de Bruxelles, par les lignes de bus R92, 315, 316 et 317  du réseau De Lijn, par la ligne E12 du réseau TEC et, la nuit, par la ligne N05 du réseau Noctis.

## À proximité
- Le campus UCLouvain Bruxelles Woluwe
- La Faculté de Médecine de l’Université catholique de Louvain.
- Le Centre Sportif de Mounier